# Dicliptera moritziana
Dicliptera moritziana là một loài thực vật có hoa trong họ Ô rô. Loài này được S.Schauer mô tả khoa học đầu tiên năm 1843.